# Zona de convergência do Atlântico Sul

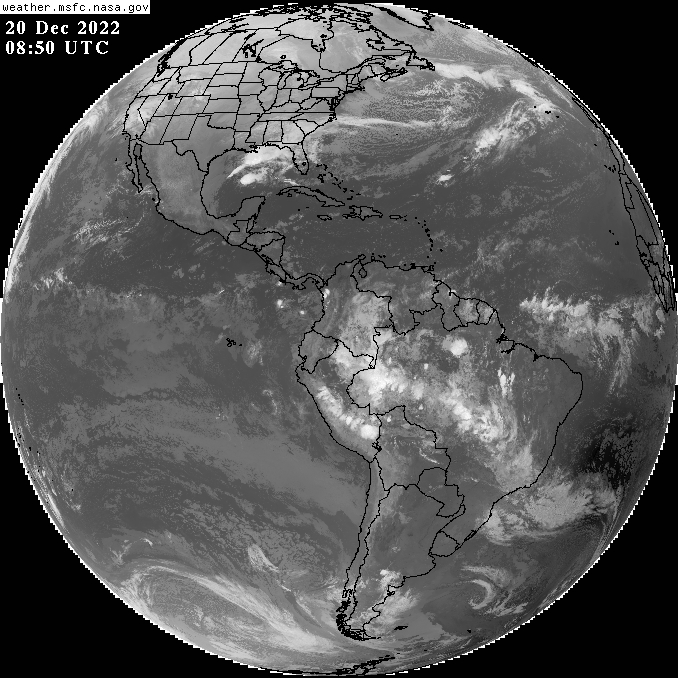
Zona de convergência do Atlântico Sul com nuvens da Colômbia ao sudeste brasileiro em dezembro de 2022.

A zona de convergência do Atlântico Sul (ZCAS) é uma faixa de nebulosidade de orientação noroeste/sudeste que se estende desde o sul da região amazônica até a região central do Atlântico Sul, identificável na composição de imagens de satélite. Trata-se do principal sistema encarregado da ocorrência de chuvas regulares em quase toda a região central e sudeste do Brasil durante a estação das chuvas.

Diversos podem ser os fatores locais que favorecem a ocorrência da ZCAS, destacando-se a confluência entre o ar do anticiclone do Atlântico Sul (ASAS) e o ar de latitudes mais altas (próximas da linha do equador), convergência de umidade e a presença de cavado a leste da Cordilheira dos Andes, propiciando o escoamento de umidade da região amazônica em forma de jato em direção ao Atlântico Sul. O fluxo do ar quente e úmido em baixos níveis é o responsável por intensificar a convergência de umidade ao associar-se ao jato subtropical (JST) em altos níveis, fluindo em latitudes altas. Esse processo intensifica a formação de instabilidade convectiva na Amazônia e no Brasil central.

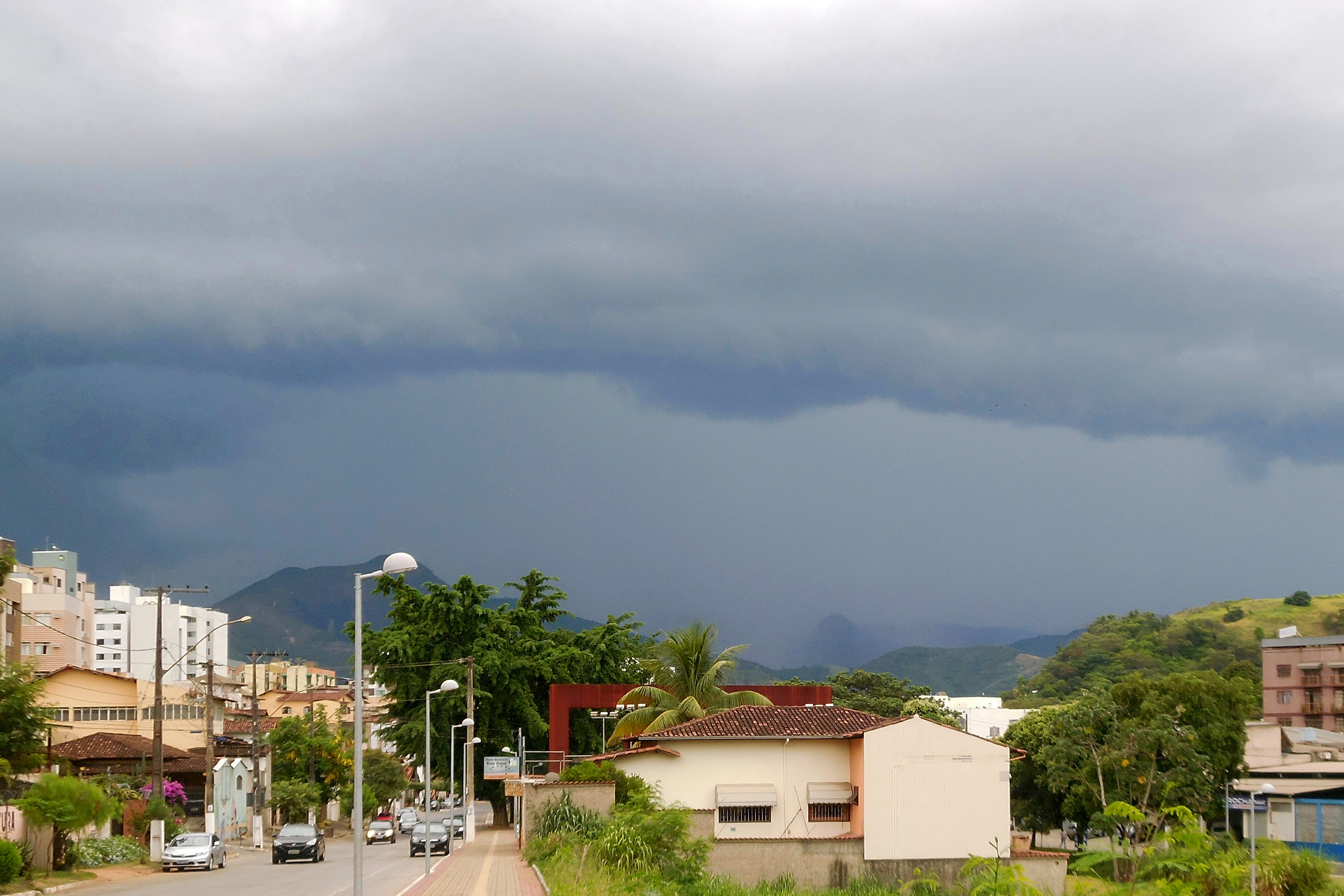
Trovoadas, rajadas de vento e chuva forte se aproximando de Coronel Fabriciano, no leste de Minas Gerais, durante uma ZCAS em formação, em janeiro de 2018.

## Sazonalidade
A formação da ZCAS ocorre sobretudo entre o final da primavera e o verão e pode abranger uma posição mais a sul ou mais a norte em relação à média, que normalmente alcança desde a Amazônia até as regiões Centro-Oeste e Sudeste quase por completas. Na posição mais a sul que o normal pode incluir os estados do Paraná e Santa Catarina, enquanto que mais a norte influencia o centro-oeste da Bahia e o sul do Piauí e do Maranhão.
As chuvas provocadas pela ZCAS foram uma das responsáveis pelas enchentes e deslizamentos de terra no Rio de Janeiro em 2011, que deixaram mais de 900 vítimas fatais. Foi um dos maiores desastres naturais do país, atingindo locais como região serrana do Rio de Janeiro, Teresópolis e Petrópolis. Por outro lado, a ausência da ZCAS entre 2014 e 2015 favoreceu uma condição de seca no Sudeste, contribuindo com a crise hídrica na região. A irregularidade do fenômeno está relacionada às mudanças climáticas, com sua formação desfavorecida em anos de El Niño, como ocorreu em 2015.